# Mačak sa šeširom
Mačak sa šeširom (engl. The Cat in the Hat) dečija je knjiga koju je napisao i ilustrovao Teodor Gajzel pod pseudosinonimom Dr. Sus i prvi put је objavio 1957. godine. Priča se usredsređuje na visokog antropomorfnog mačka koji nosi crveno-beli prugasti šešir i crvenu leptir mašnu. Mačak se pojavljuje jednog kišnog dana u kući u kojoj žive Sali i njen brat, kada njihova majka nije kod kuće. Uprkos ponovljenim prigovorima dečije ribe, mačak pokazuje deci nekoliko njegovih trikova u pokušaju da ih zabavi. U tom procesu on i njegovi drugovi, Stvar jedan i Stvar dva prave nered u kući. Deca i riba postaju sve više uznemireni sve dok mačak ne proizvede mašinu koju koristi da očisti sve i nestane neposredno pre nego što dečija majka dođe kući.
Gajzel je knjigu stvorio kao odgovor na debatu u Sjedinjenim Državama o pismenosti u ranom detinjstvu i o neefektivnosti tradicionalnih udžbenika poput onih koji obuhvataju Dika i Džejn. Vilijam Spolding je od Gajzela tražio da napiše zabavniji primer. On se s Vilijamom susreo tokom Drugog svetskog rata, i Vilijam je tada bio direktor odeljenja za obrazovanje u Hoton Miflinu. Međutim, s obzirom da je Gajzel već imao ugovor sa Random Hausom, dva izdavača pristala su na dogovor: Hoton Miflin je objavio obrazovno izdanje, koje se prodavalo školama, a Random Haus je objavio maloprodajno izdanje, koje se prodavalo u knjižarama.
Gajzel je iznosio različite izveštaje o tome kako je stvorio Mačka u šeširu, ali u verziji koju je najčešće koristio, on je bio toliko frustriran spiskom reči sa kojeg je mogao da bira reči da napiše svoju priču da je odlučio da skenira spisak i kreira priču zasnovanu na prve dve reči koje je pronašao. Reči koje je pronašao bile su mačka i vreća. Knjiga je doživela kritički i komercijalni uspeh. Recenzenti su je hvalili kao uzbudljivu alternativu tradicionalnim primerima. Tri godine nakon izdavanja, knjiga je već prodata u više od milion primeraka, a 2001. godine Pablišers Vikli je naveo knjigu kao devetu na spisku najprodavanijih dečijih knjiga svih vremena. Uspeh knjige doveo je do stvaranja Knjige za početnike, izdavačke kuće usredsređene na proizvodnju sličnih knjiga za decu koja ih uče da čitaju. Gajzel je 1983. godine rekao: „To je knjiga na koju sam najponosniji, jer je doprinela nestanku Dik i Džejn prajmera.” Knjiga je adaptirana u animirani televizijski film 1971. godine i film uživo iz 2003. godine.

## Istorija publikacije
Gejzel je pristao da napiše Mačka u šeširu na zahtev Vilijama Spoldinga iz Hoton Miflina; međutim, pošto je Gejzel bio pod ugovorom sa Random Hausom, šef Random Hausa, Benet Serf, sklopio je ugovor sa Hotonom Miflinom. Random Haus je zadržao prava trgovačke prodaje, što je obuhvatalo primerke knjige prodate u knjižarama, dok je Hoton Miflin zadržao obrazovna prava, koja su obuhvatala primerke prodate školama.
Izdanje Hoton Miflina je objavljeno u januaru ili februaru 1957. godine, a Random Hausovo izdanje objavljeno je 1. marta. Dva izdanja su imala različite korice, ali su inače bila identična. Prvo izdanje se može identifikovati po oznaci „200/200” u gornjem desnom uglu naslovne strane prednjeg zaštitnika korica, što označava prodajnu cenu od 2,00 dolara. Cena je smanjena na 1,95 dolara na kasnijim izdanjima.
Prema Džudit i Nilu Morganu, knjiga se odmah dobro prodala. Trgovačko izdanje je u početku prodavalo u proseku 12.000 primeraka mesečno, što je cifra koja je brzo rasla. Bulokova robna kuća u Los Anđelesu, Kalifornija, rasprodala je svoju prvu narudžbu od 100 primeraka knjige za jedan dan i brzo je ponovo naručila još 250.  Morganovi pripisuju ove prodajne uspehe prenosu glasa „od usta do usta“, tvrdeći da su deca čula za knjigu od svojih prijatelja i tražila roditeljima da im je kupe. Međutim, školsko izdanje Hotona Miflina nije se tako dobro prodavalo. Kao što je Gejzel primetio u njegovom profilu Džonatana Kota iz 1983. godine, „Hoton Miflin... je imao poteškoća da je proda školama; bilo je mnogo poklonika Dika i Džejn, i moja knjiga se smatrala previše svežom i irelevantnom. Ali Benet Serf iz Random Haus je tražio trgovačka prava, i to je upravo uzelo maha u knjižarama." Gejzel je rekao Morganovim: „Roditelji su bolje od nastavnika razumeli potrebu za ovakvom vrstom štiva.”
Nakon tri godine štampanja, Mačak sa šeširom je prodat u skoro milion primeraka. Do tada je knjiga bila prevedena na francuski, kineski, švedski i Brajevo pismo. Godine 2001, Publishers Weekly ju je postavio na deveto mesto na svojoj listi najprodavanijih knjiga za decu svih vremena. Prema podacima iz 2007. godine, štampano je više od 10 miliona primeraka Mačka sa šeširu, a prevedena je na više od 12 različitih jezika, uključujući latinski, pod naslovom Cattus Petasatus. Godine 2007, povodom pedesete godišnjice knjige, Random Haus je objavio The Annotated Cat: Under the Hats of Seuss and His Cats, koji uključuje Mačka sa šeširom, i nastavak knjige, sa napomenama i uvodom Filipa Nela.

## Prijem
Knjiga je objavljena i odmah je dobila pohvalne kritike. Neki recenzenti su hvalili knjigu kao uzbudljiv način da se nauči čitanje, posebno u poređenju sa bukvarima koje je ona zamenila. Elen Luis Bjuel, u svojoj recenziji za časopis The New York Times Book Review, primetila je da se u knjizi često koriste jednosložne reči i živahne ilustracije. Ona je napisala: „Čitaoce početnike i roditelje koji im pomažu kroz turobne aktivnosti Dika i Džejn i drugih početnih likova očekuje srećno iznenađenje.“" Helen Adams Masten iz Saturday Review nazvala je knjigu Gejzelov tour de force i napisala: „Roditelji i nastavnici će blagosloviti gospodina Gejzela za ovo zabavno štivo sa njegovim smešnim i živahnim crtežima, jer će njihova deca imati uzbudljivo iskustvo učenja da ipak mogu da čitaju.” Poli Gudvin iz Chicago Sunday Tribune je predvideo da će Mačak u šeširu izazvati sedmogodišnjake i osmogodišnjake da „sa izrazitim gađenjem gledaju na simpatične avanture standardnih likova iz početnih knjiga“.
Helen E. Voker iz Library Journal i Emili Maksvel iz The New Yorker smatrale su da će se knjiga dopasti starijoj deci, kao i ciljnoj publici učenika prvog i drugog razreda. Recenzent za The Bookmark se složio, napisavši: „Preporučuje se sa entuzijazmom kao slikovnica, kao i kao knjiga za čitanje“. Nasuprot tome, Heloiz P. Mejluk je napisala u časopisu The Horn Book Magazine: „Ovo je dobra knjiga za popravne svrhe, ali samosvesna deca često odbijaju materijal ako se čini da je namenjen mlađoj deci.“ Smatrala je da knjiga ima ograničen rečnik, što je sprečava da dostigne „apsurdnu izvrsnost ranih Susovih knjiga”

## Literatura
- Cott, Jonathan (1983). „The Good Dr. Seuss”.  Ур.: Fensch, Thomas. Of Sneetches and Whos and the Good Dr. Seuss: Essays on the Writings and Life of Theodor Geisel. McFarland & Company. стр. 99—123. ISBN 0-7864-0388-8.
- Fensch, Thomas (2001). The Man Who Was Dr. Seuss. Woodlands: New Century Books. ISBN 0-930751-11-6.
- Fensch, Thomas, ур. (14. 4. 1986). „'Somebody's Got to Win' in Kids' Books: An Interview with Dr. Seuss on His Books for Children, Young and Old”. Of Sneetches and Whos and the Good Dr. Seuss: Essays on the Writings and Life of Theodor Geisel. McFarland & Company. стр. 125—127. ISBN 0-7864-0388-8.
- Hersey, John (24. 5. 1954). „Why Do Students Bog Down on First R?”. Life. Приступљено 8. 11. 2013.
- Lurie, Alison (1992). „The Cabinet of Dr. Seuss”. Popular Culture: An Introductory Text. ISBN 978-0-87972-572-3.
- MacDonald, Ruth (1988). Dr. Seuss. Twayne Publishers. ISBN 0-8057-7524-2.
- Menand, Louis. „Cat People: What Dr. Seuss Really Taught Us”. The New Yorker. Приступљено 9. 11. 2013.
- Morgan, Judith; Neil Morgan (1995). Dr. Seuss & Mr. Geisel. Random House. ISBN 0-679-41686-2.
- Nel, Philip (2007). The Annotated Cat: Under the Hats of Seuss And His Cats. New York: Random House. ISBN 978-0-375-83369-4.
- Nel, Philip (2004). Dr. Seuss: American Icon. Continuum Publishing. ISBN 0-8264-1434-6.
- Pease, Donald E. (2010). Theodor Seuss Geisel. Oxford University Press. ISBN 978-0-19-532302-3.
- Seuss, Dr. (17. 11. 1957). „How Orlo Got His Book”.  Ур.: Nel, Philip. The Annotated Cat: Under the Hats of Seuss And His Cats. Random House. стр. 167—169. ISBN 978-0-375-83369-4.
- Seuss, Dr. (17. 11. 1957). „My Hassle With the First Grade Language”.  Ур.: Nel, Philip. The Annotated Cat: Under the Hats of Seuss And His Cats. Random House. стр. 170—173. ISBN 978-0-375-83369-4.

## Spoljašnje veze
- „The Cat in the Hat announces candidacy for president | Boston.com”. www.boston.com (на језику: енглески). Приступљено 20. 12. 2019.
- „Dr. Seuss' Cat in the Hat tosses his hat into the 2016 presidential race at Springfield rally (photos)”. masslive (на језику: енглески). 26. 7. 2016. Приступљено 20. 12. 2019.
- „Cat in the Hat Tosses Red, White and Blue Stovepipe Cap Into Presidential Ring”. The Hollywood Reporter (на језику: енглески). Приступљено 20. 12. 2019.
- Books, Random House Children's. „Dr. Seuss's the Cat in the Hat Tosses Red and White Stovepipe Hat in the Ring for 2016 Presidential Election, as the Kids' Candidate!”. www.prnewswire.com (на језику: енглески). Приступљено 20. 12. 2019.